# アグスティン・アロンソ
アグスティン・アロンソ（Agustín Alonso、1991年9月24日 - ）は、ウルグアイのラグビーユニオン選手。

## プロフィール
- ウルグアイ・モンテビデオ出身[1]。
- ポジションはフランカー(FL)。
- 身長 174cm、体重 85kg
- ウルグアイ代表キャップは13（2025年4月現在）でワールドカップ2015のウルグアイ代表に選ばれた[2]。

## 略歴
2013年、MVCCに加入。